# Ворошилов, Александр
Алекса́ндр Вороши́лов (1911—1932) — советский поэт, первостроитель Магнитки. Автор первых героических поэм о Магнитогорске.

## Биография
Родился в 1911 году, дата и место рождения неизвестны. Был беспризорником, затем кузнецом на Сталинградском тракторном заводе.
Летом 1930 года по комсомольской путёвке вместе с сотней Сталинградских комсомольцев приехал на Магнитострой, где вошёл в литературное объединение «Буксир». 5 апреля 1931 в день окончания строительства Первой плотины в журнале «Буксир» опубликована поэма Александра Ворошилова «Первая победа», посвящённая ударникам строительства первой магнитогорской плотины. Её героями являются реальные люди — бригадиры-передовики Майков и Ларин, а также члены их бригад. В том же году поэма «Первая победа» вышла отдельной книгой в Магнитогорске с предисловием Н. Богданова, а затем опубликована в московских сборниках «Весна Магнитостроя» и «Рабочий призыв». Была написана вторая поэма — «Песня о мировом рекорде», воспевающей трудовой подвиг строителей-бетонщиков из бригады Х. Галиуллина.
В 1932 году переохладившись на строительстве в 40-градусный мороз, заболел скоротечной чахоткой. Проходил курс лечения в Ялте в Крыму, где, несмотря на все усилия врачей, скончался.

## Литературная деятельность

Обложка книги Александра Ворошилова «Первая победа» (1931)

Александр Ворошилов считал себя учеником В. Маяковского, мечтал стать «поэтом-трибуном», поэтом-агитатором. Как отмечала литературный критик Л. Гальцева, «его подкупало в поэзии Маяковского умение чутко реагировать на все события окружающей жизни, умение видеть героическое в злободневном и неустанно черпать силы в общении с народом… Он не признавал для своего творчества иных тем, кроме темы трудовых будней стройки, в которой ярко отразился дух сурового и героического времени».

### Поэмы
- Первая победа (10 февраля — 28 марта 1931)
- Песнь о мировом рекорде (1932)

### Книги
1. 1931 — Первая победа (поэма). — Магнитогорск, «Магнитострой», 40 с. Предисловие Н. Богданова. Тираж: 5000 экз.
2. 1932 — Песнь о мировом рекорде (поэма). — Магнитогорск.

## Публикации
1. Первая победа (поэма). — «Буксир» (Магнитогорск), 5 апреля 1931.
2. Первая победа (поэма). — Весна Магнитостроя. — Москва, 1931.
3. Первая победа (поэма). — Рабочий призыв. — Москва, 1931.
4. Первая победа (поэма). — Вчера и сегодня (альманах). — Москва, 1931.
5. Первая победа (отрывки из поэмы). Первое слово (стихотворение). — Поэты литбригады. — Челябинск, Южно-Уральское книжное издательство, 1969, с. 106—115.
6. Рождение героя (отрывки из поэмы «Первая победа»). — Поэты Урала (антология), Свердловск, 1976, т. 1.

## Мемориал
Магнитогорская поэтесса Н. Кондратковская, знавшая Александра Ворошилова лично, написала о нём поэму «Трубач с Магнит-горы», завершив её фрагментом из воршиловской поэмы «Первая победа»:
Завеса дымовая,
Гудков пальба,
Вторая Трудовая
Военная Борьба!
В разгар перестройки, на волне переименований «сталинско-брежневских» названий улиц, в Магнитогорске выдвигалась идея увековечить в названии улицы Ворошилова не знаменитого командарма Климента Ворошилова, а первостроителя Магнитки Александра Ворошилова. Но это начинание так и не было воплощено в жизнь. Тем не менее, именем Александра Ворошилова названа улица в Ивделе.